# Cordyline australis
La cordilinea (Cordyline australis (G. Forst.) Endl.), nota in lingua māori come Tī kāuka o Tī rākau, è una pianta monocotiledone della famiglia delle Asparagacee, endemica della Nuova Zelanda.

## Etimologia
Il nome generico Cordyline deriva dalla parola greca kordyle che significa «mazza», in riferimento ai fusti sotterranei o allargamenti dei rizomi. L'epiteto latino australis, invece, significa «del sud».

## Descrizione
Può raggiungere i 15 m di altezza; il fusto, inizialmente diritto, si dirama notevolmente all'estremità, ed ogni ramo può sviluppare un proprio fusto floreale. Le foglie a forma di spada, lunghe 40–90 cm e larghe alla base 3–7 cm, presentano numerose venature parallele. I fiori, color crema o biancastri, di circa 1 cm di diametro tepali inclusi, si sviluppano in un fitto grappolo di 50–100 cm di larghezza. Il frutto è una bacca globosa di 5-7 mm di diametro.

## Tassonomia

### Sinonimi
- Dracaena australis G.Forst., 1786.
- Charlwoodia australis (G.Forst.) G.Don in J.C.Loudon,1830
- Dracaenopsis australis (G.Forst.) Planch., 1850.
- Terminalis australis (G.Forst.) Kuntze, 1891
- Cordyline indivisa Regel, 1859, nom. illeg.
- Cordyline superbiens K.Koch, 1859
- Dracaenopsis calocoma H.Wendl., 1859
- Cordyline lentiginosa Linden & André, 1870
- Cordyline veitchii Regel, 1871, nom. inval.
- Cordyline forsteri F.Muell., 1872
- Cordyline calocoma (H.Wendl.) Baker, 1875
- Cordyline sturmii Colenso, 1883[5].

## Usi
Grazie al loro alto contenuto di carboidrati, le foglie di cordilinea, rese commestibili dopo la cottura, costituirono un'importante fonte di cibo per almeno i primi otto secoli dell'occupazione maori della Nuova Zelanda. La datazione al radiocarbonio indica il loro utilizzo almeno a partire dall'anno 1000. Anche le foglie di altre specie di alberi ad essa imparentati erano probabilmente apprezzati in Oceania. Le uniche altre sostanze native ricche di carboidrati erano le radici delle felci.
Nella penisola di Otago gli scavi archeologici hanno dimostrato l'utilizzo effettivo del cosiddetto «albero cavolo» come alimento. Cavità larghe fino a 7 m sono i resti degli umu-tī («forni per gli alberi cavolo»). Dopo due giorni di cottura, i fasci di foglie dei giovani alberelli venivano fatti essiccare al sole, e conservati in questo modo potevano durare anni.

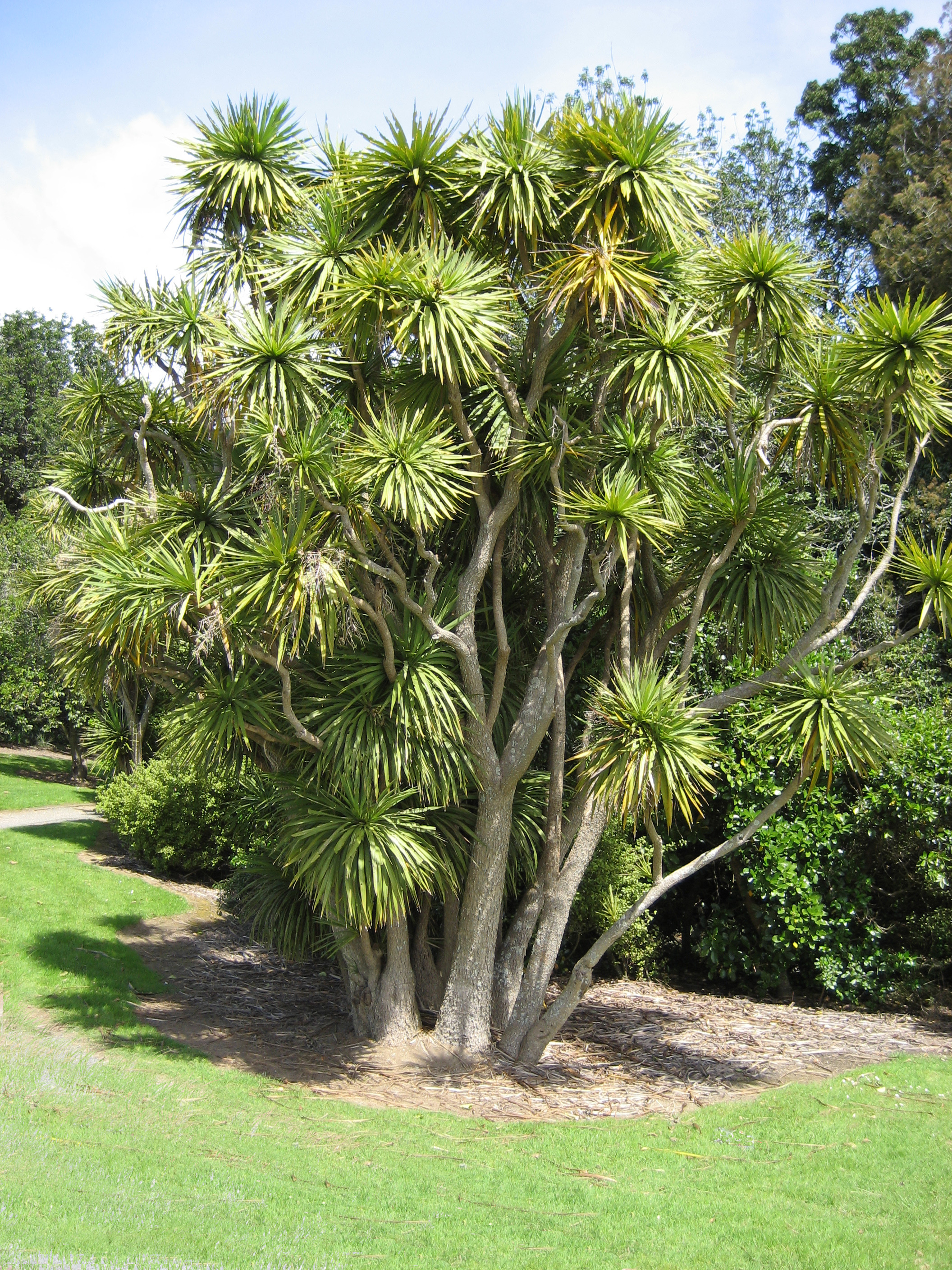
Albero coltivato a Manukau (Auckland).

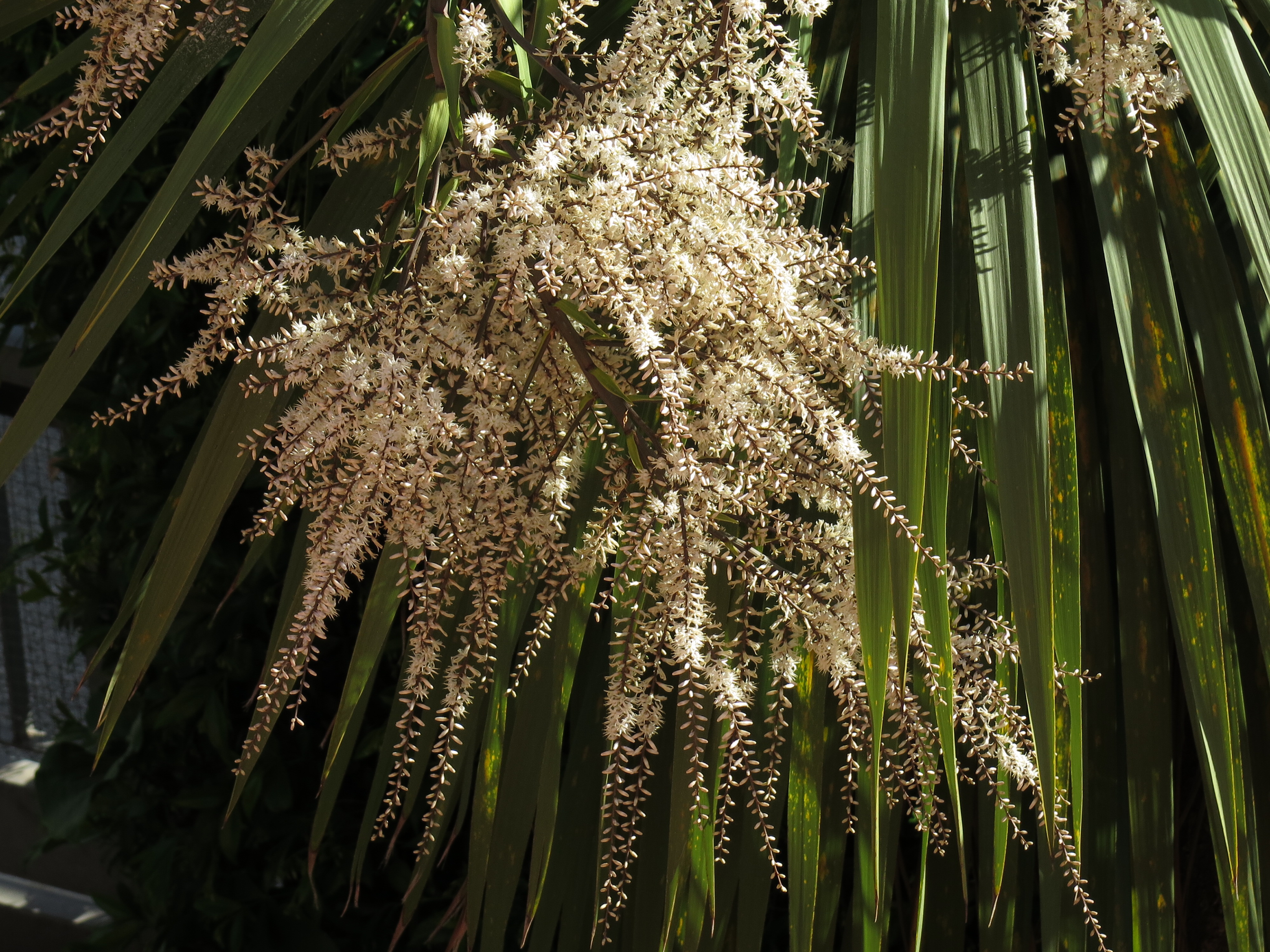
I fiori

Le foglie costituiscono inoltre un'ottima fonte di fibre. Il tronco e le radici possono essere intrecciati per realizzare corde, e le foglie vengono tessute per ricavare abiti e calzature. Il succo della pianta viene utilizzato contro le infezioni. I primi missionari preparavano «con questo una birra dal gusto accettabile». Il suo valore commerciale non è stato ancora efficacemente valutato. Potrebbe essere utilizzato come dolcificante a basso contenuto calorico (poiché è due volte più dolce dello zucchero) o come fonte biologica di etanolo.
È ampiamente utilizzata come albero ornamentale, sia in Nuova Zelanda che nell'Europa occidentale (comprese le Isole Britanniche) e nella costa nord-occidentale degli Stati Uniti. Grazie alla sua maggiore tolleranza ai climi freddi rispetto ad altre monocotiledoni arboree (cioè che raggiungono le dimensioni di alberi veri e propri), questa specie viene spesso piantata da persone desiderose di ricreare un ambiente tropicale e un aspetto esotico nei propri cortili e giardini, data la sua somiglianza esteriore con le palme. Nelle Isole Britanniche, infatti, viene talvolta chiamata erroneamente «Palma di Cornovaglia», «Palma del Torbay» o «Palma di Man», proprio a causa del suo ampio utilizzo nel Torbay; di quest'ultima zona, nota anche come English Riviera, la «riviera inglese», la specie è anche simbolo ufficiale.
La sottospecie (o varietà) atropurpurea è particolarmente nota per la sua chioma rossa e diverse cultivar sono disponibili sul mercato. Essa si incontra anche in Italia e in Norvegia.
Nel 1986, lo studioso Barry L. Frankhauser scrisse una tesi riguardo all'utilizzo di questa specie,ed intervistandolo venne realizzato un documentario per la televisione della Nuova Zelanda e successivamente, nel 2004, per la televisione maori.

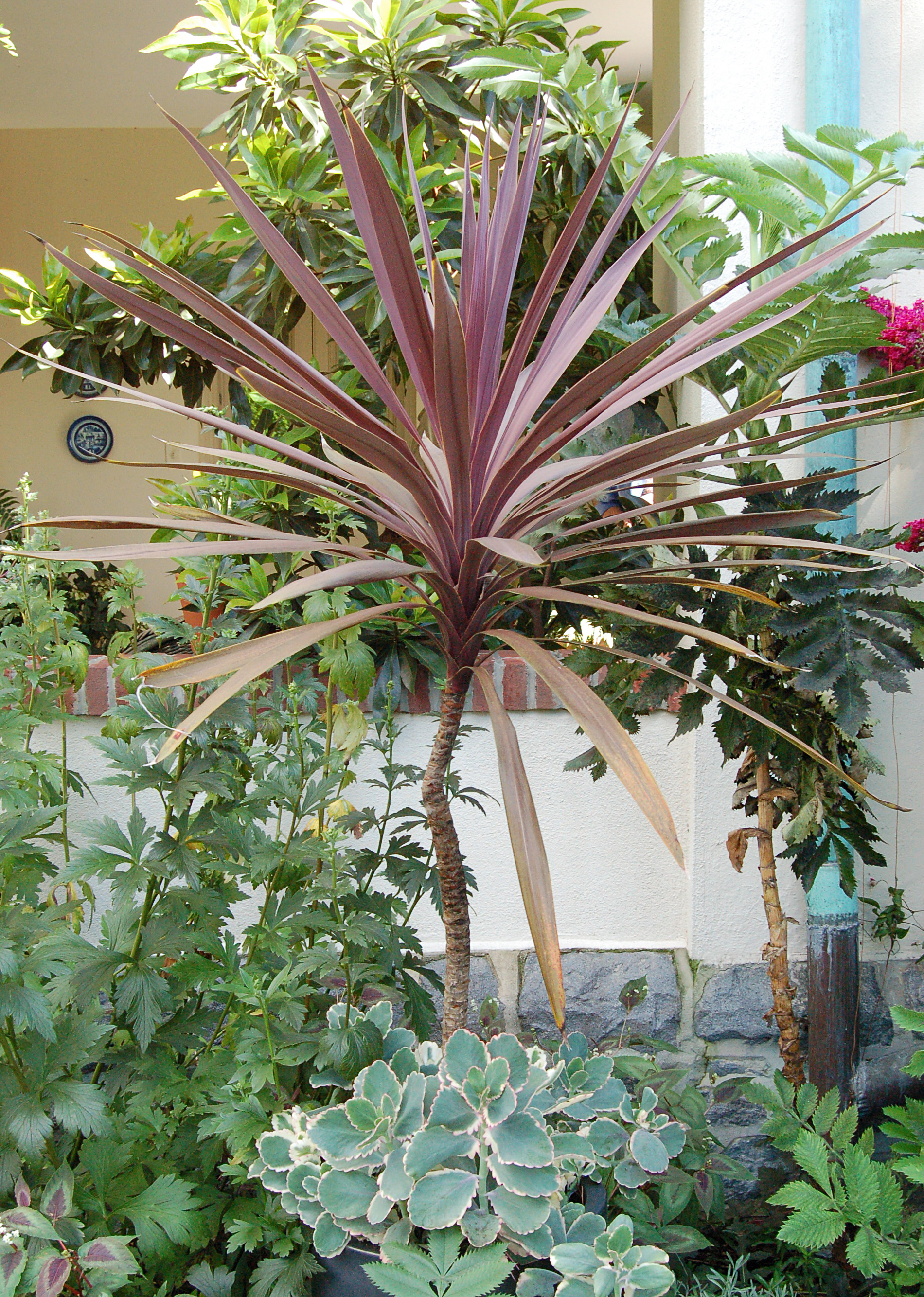
La cultivar Red Sensation.

Dal 1987, gli alberi coltivati della Nuova Zelanda sono affetti da una malattia chiamata «morte improvvisa» causata dal patogeno Phytoplasma australiense, che provoca la desfoliazione quasi totale dell'albero colpito nell'arco di 2-12 mesi.